# Categoría coma
En matemáticas, una categoría coma (siendo un caso especial una sobrecategoría (slice category)) es una construcción en teoría de categorías. Facilita una forma distinta de estudiar morfismos: en lugar de simplemente relacionar los objetos de una categoría entre ellos, se estudian como objetos por sí mismos. Esta noción fue introducida en 1963 por F.W. Lawvere, aunque la técnica no fue generalmente conocida hasta muchos años después. El nombre original (comma category) proviene de la notación originalmente usada por Lawvere, que utilizaba el signo de puntuación coma. Aunque la notación original ha cambiado con el tiempo, el nombre persiste.

## Definición
La construcción más general de una categoría coma utiliza dos funtores con el mismo codominio. Normalmente, uno de ellos tendrá dominio 1 (la categoría de un objeto con un solo morfismo) y en la teoría suele considerarse solo este caso, pero el término categoría coma hace referencia a la construcción general.

### Forma general
Supongamos que {\displaystyle {\mathcal {A}}}, {\displaystyle {\mathcal {B}}}, y {\displaystyle {\mathcal {C}}} son categorías, y {\displaystyle S} y {\displaystyle T} (en referencia a source y target) son funtores de la forma {\displaystyle {\mathcal {A}}{\overset {S}{\longrightarrow }}\;{\mathcal {C}}\;{\overset {T}{\longleftarrow }}{\mathcal {B}}}. Definimos entonces la categoría coma, {\displaystyle (S\downarrow T)}, como aquella que tiene:
- como objetos, todas las tuplas {\displaystyle (\alpha ,\beta ,f)}, donde {\displaystyle \alpha } es un objeto de {\displaystyle {\mathcal {A}}}, {\displaystyle \beta } es un objeto de {\displaystyle {\mathcal {B}}}, y {\displaystyle f:S(\alpha )\rightarrow T(\beta )} es un morfismo de {\displaystyle {\mathcal {C}}}.
- como morfismos de {\displaystyle (\alpha ,\beta ,f)} a {\displaystyle (\alpha ',\beta ',f')}, los pares {\displaystyle (g,h)} donde {\displaystyle g:\alpha \rightarrow \alpha '} y {\displaystyle h:\beta \rightarrow \beta '} son morfismos de {\displaystyle {\mathcal {A}}} y de {\displaystyle {\mathcal {B}}} respectivamente, tales que el siguiente diagrama conmute:

{\displaystyle {\begin{matrix}S(\alpha )&{\xrightarrow {S(g)}}&S(\alpha ')\\f{\Bigg \downarrow }&&{\Bigg \downarrow }f'\\T(\beta )&{\xrightarrow[{T(h)}]{}}&T(\beta ')\end{matrix}}}
Los morfismos se componen definiendo {\displaystyle (g,h)\circ (g',h')} como {\displaystyle (g\circ g',h\circ h')} en aquellos casos en los que la expresión esté bien definida.  El morfismo identidad en un objeto {\displaystyle (\alpha ,\beta ,f)} será {\displaystyle (\mathrm {id} _{\alpha },\mathrm {id} _{\beta })}.